# 서울상봉초등학교
서울상봉초등학교(서울上峰初等學校)는 대한민국 서울특별시 중랑구 동일로 126가길 11번지(상봉동)에 있는 초등학교인데, 1983년 10월 25일에 첫 개교되었다.

## 학교 연혁
- 1983년 10월 25일: 개교
- 2023년 10월 25일: 개교 40주년

## 참고 자료
- 서울상봉초등학교 - 한국교육학술정보원 학교알리미